# Бенаби, Алим-Луи
Алим-Луи Бенаби (англ. Alim Louis Benabid; род. 2 мая 1942, Гренобль, Франция) — французский нейрохирург. Доктор медицины (1970) и доктор философии (1978), эмерит-профессор Университета Жозефа Фурье, член  Французской академии наук (2002). Известность ему принес способ борьбы с болезнью Паркинсона путем электростимуляции субталамического ядра. Член Institut Universitaire de France. Председатель правления Clinatec. Почётный профессор.
Получил степени доктора медицины (1970), магистра наук (1973), доктора философии по физике (1978) в Университете Жозефа Фурье. С 1972 года там же в штате, с 1978 года профессор, ныне эмерит.
Премии
- 2009 — Neuronal Plasticity Prize[нем.]
- 2014 — Премия Ласкера-Дебейки по клиническим медицинским исследованиям[5]
- 2015 — Премия за прорыв в области медицины[6]
- 2016 — European Inventor Award
- Премия Хонда (2021)[7]